# Ави Арад
Ави Арад (на иврит: אבי ארד) (роден на 1 август 1948 г.), е израело-американски бизнесмен.
През 1990-те години става главен изпълнителен директор на компанията Toy Biz и основател на Marvel Studios.